# مصلاوي (الريف الغربي)
مصلاوي (بالفارسية: مصلاوی) هي منطقة سكنية تقع في إيران في قسم الريف الغربي الريفي. يقدر عدد سكانها بـ 1367 نسمة بحسب إحصاء 2016.